# Jeneba Tarmoh
Jeneba Tarmoh (née le 27 septembre 1989) est une athlète américaine spécialiste du sprint.

## Carrière
En 2006, âgée de seize ans seulement, elle remporte le titre du relais 4 × 100 mètres des Championnats du monde juniors de Pékin (43 s 49), quelques jours après avoir amélioré le record du monde junior de la discipline à Eugene en 43 s 29. Deux ans plus tard, lors des Championnats du monde juniors 2008 de Bydgoszcz, l'Américaine s'adjuge le titre planétaire junior du 100 mètres en 11 s 37, devant la Britannique Ashlee Nelson, et remporte un nouveau succès au titre du relais 4 × 100 m en 43 s 66. 
Jeneba Tarmoh se classe troisième du 200 mètres lors des Championnats des États-Unis 2011 et réalise les minima pour les Championnats du monde de Daegu.
Jeneba Tarmoh se qualifie, sur 200m  pour les championnats du monde d'athlétisme à Moscou. Elle établit 22 s 15 mais ce temps ne peut être homologué en raison, du trop fort vent favorable (+ 2,2 m/s).

## Palmarès

### International
| Date | Compétition                   | Lieu             | Résultat | Epreuve   | Temps   |
| ---- | ----------------------------- | ---------------- | -------- | --------- | ------- |
| 2006 | Championnats du monde juniors | Pékin            | 7e       | 200 m     | 23 s 96 |
| 2006 | Championnats du monde juniors | Pékin            | 1re      | 4 × 100 m |         |
| 2008 | Championnats du monde juniors | Bydgoszcz        | 1re      | 100 m     | 11 s 37 |
| 2008 | Championnats du monde juniors | Bydgoszcz        | 1re      | 4 × 100 m |         |
| 2012 | Jeux olympiques               | Londres          | 1re      | 4 × 100 m | -       |
| 2013 | Championnats du monde         | Moscou           | 5e       | 200 m     | 22 s 78 |
| 2013 | Championnats du monde         | Moscou           | 2e       | 4 x 100 m | 42 s 75 |
| 2014 | Relais mondiaux de l'IAAF     | Nassau           | 1re      | 4 × 100 m | 41 s 88 |
| 2015 | Relais mondiaux de l'IAAF     | Nassau           | finale   | 4 × 200 m | DNF     |
| 2015 | Championnats du monde         | Pékin            | 6e       | 200 m     | 22 s 31 |
| 2015 | Ligue de diamant              | Ligue de diamant | 3e       | 200 m     | détails |

### National
- Championnats des États-Unis d'athlétisme :
  - 200 m : 1re en 2014 ; 3e en 2011

## Records
| Épreuve | Performance | Lieu              | Date                      |
| ------- | ----------- | ----------------- | ------------------------- |
| 100 m   | 10 s 93     | Des Moines Eugene | 21 juin 2013 26 juin 2015 |
| 200 m   | 22 s 23     | Monaco            | 17 juillet 2015           |